# Tetragnatha angolaensis
Tetragnatha angolaensis este o specie de păianjeni din genul Tetragnatha, familia Tetragnathidae, descrisă de Yutaka Okuma și Dippenaar-schoeman, 1988.
Este endemică în Angola. Conform Catalogue of Life specia Tetragnatha angolaensis nu are subspecii cunoscute.